# SZ Гидры
SZ Гидры (лат. SZ Hydrae) — двойная звезда в созвездии Гидры на расстоянии приблизительно 4207 световых лет (около 1290 парсек) от Солнца. Видимая звёздная величина звезды — от +11,84m до +10,44m. Возраст звезды определён как около 2,229 млрд лет.
У звезды зарегистрирован эффект Блажко*.

## Характеристики
Первый компонент — жёлто-белая пульсирующая переменная звезда типа RR Лиры (RRAB) спектрального класса A7, или kA1hA7. Масса — около 2,148 солнечной, радиус — около 5,093 солнечного, светимость — около 33,414 солнечной. Эффективная температура — около 6462 K.
Второй компонент — красный карлик спектрального класса M. Масса — около 160,23 юпитерианской (0,153 солнечной). Удалён в среднем на 1,93 а.е..